# CART World Series 2003
CART World Series 2003 kördes över 18 omgångar i 6 länder, främst i USA.

## Delsegrare
| Bana             | Vinnare             | Team                  | Rapport |
| ---------------- | ------------------- | --------------------- | ------- |
| Saint Petersburg | Paul Tracy          | Forsythe Racing       | *       |
| Monterrey        | Paul Tracy          | Forsythe Racing       | *       |
| Long Beach       | Paul Tracy          | Forsythe Racing       | *       |
| Brands Hatch     | Sébastien Bourdais  | Newman/Haas Racing    | *       |
| Lausitzring      | Sébastien Bourdais  | Newman/Haas Racing    | *       |
| Milwaukee        | Michel Jourdain Jr. | Team Rahal            | *       |
| Laguna Seca      | Patrick Carpentier  | Forsythe Racing       | *       |
| Portland         | Adrián Fernández    | Fernández Racing      | *       |
| Cleveland        | Sébastien Bourdais  | Newman/Haas Racing    | *       |
| Toronto          | Paul Tracy          | Forsythe Racing       | *       |
| Vancouver        | Paul Tracy          | Forsythe Racing       | *       |
| Road America     | Bruno Junqueira     | Newman/Haas Racing    | *       |
| Mid-Ohio         | Paul Tracy          | Forsythe Racing       | *       |
| Montréal         | Michel Jourdain Jr. | Team Rahal            | *       |
| Denver           | Bruno Junqueira     | Newman/Haas Racing    | *       |
| Miami            | Mario Domínguez     | Herdez Competition    | *       |
| Mexico City      | Paul Tracy          | Forsythe Racing       | *       |
| Surfers Paradise | Ryan Hunter-Reay    | Spirit Team Johansson | *       |

### Saint Petersburg
| Plats | Förare              | Team                      |
| ----- | ------------------- | ------------------------- |
| 1     | Paul Tracy          | Forsythe Racing           |
| 2     | Michel Jourdain Jr. | Team Rahal                |
| 3     | Bruno Junqueira     | Newman/Haas Racing        |
| 4     | Mario Haberfeld     | Conquest Racing           |
| 5     | Roberto Moreno      | Herdez Competition        |
| 6     | Jimmy Vasser        | Spirit Team Johansson     |
| 7     | Tiago Monteiro      | Fittipaldi-Dingman Racing |
| 8     | Patrick Carpentier  | Forsythe Racing           |
| 9     | Joël Camathias      | Dale Coyne Racing         |
| 10    | Patrick Lemarié     | PK Racing                 |

### Monterrey
| Plats | Förare              | Team                |
| ----- | ------------------- | ------------------- |
| 1     | Paul Tracy          | Forsythe Racing     |
| 2     | Michel Jourdain Jr. | Team Rahal          |
| 3     | Alex Tagliani       | Rocketsports Racing |
| 4     | Adrián Fernández    | Fernández Racing    |
| 5     | Bruno Junqueira     | Newman/Haas Racing  |
| 6     | Roberto Moreno      | Herdez Competition  |
| 7     | Darren Manning      | Walker Racing       |
| 8     | Patrick Carpentier  | Forsythe Racing     |
| 9     | Alex Yoong          | Dale Coyne Racing   |
| 10    | Patrick Lemarié     | PK Racing           |

### Long Beach
| Plats | Förare             | Team                  |
| ----- | ------------------ | --------------------- |
| 1     | Paul Tracy         | Forsythe Racing       |
| 2     | Adrián Fernández   | Fernández Racing      |
| 3     | Bruno Junqueira    | Newman/Haas Racing    |
| 4     | Jimmy Vasser       | Spirit Team Johansson |
| 5     | Mario Domínguez    | Herdez Competition    |
| 6     | Patrick Carpentier | Forsythe Racing       |
| 7     | Ryan Hunter-Reay   | Spirit Team Johansson |
| 8     | Darren Manning     | Walker Racing         |
| 9     | Mario Haberfeld    | Conquest Racing       |
| 10    | Alex Tagliani      | Rocketsports Racing   |

### Brands Hatch
| Plats | Förare              | Team                |
| ----- | ------------------- | ------------------- |
| 1     | Sébastien Bourdais  | Newman/Haas Racing  |
| 2     | Bruno Junqueira     | Newman/Haas Racing  |
| 3     | Mario Domínguez     | Herdez Competition  |
| 4     | Oriol Servià        | Patrick Racing      |
| 5     | Patrick Carpentier  | Forsythe Racing     |
| 6     | Michel Jourdain Jr. | Team Rahal          |
| 7     | Roberto Moreno      | Herdez Competition  |
| 8     | Alex Tagliani       | Rocketsports Racing |
| 9     | Mario Haberfeld     | Conquest Racing     |
| 10    | Darren Manning      | Walker Racing       |

### Lausitzring
| Plats | Förare              | Team                  |
| ----- | ------------------- | --------------------- |
| 1     | Sébastien Bourdais  | Newman/Haas Racing    |
| 2     | Mario Domínguez     | Herdez Competition    |
| 3     | Michel Jourdain Jr. | Team Rahal            |
| 4     | Bruno Junqueira     | Newman/Haas Racing    |
| 5     | Oriol Servià        | Patrick Racing        |
| 6     | Darren Manning      | Walker Racing         |
| 7     | Patrick Carpentier  | Forsythe Racing       |
| 8     | Jimmy Vasser        | Spirit Team Johansson |
| 9     | Rodolfo Lavín       | Walker Racing         |
| 10    | Roberto Moreno      | Herdez Competition    |

### Milwaukee
| Plats | Förare              | Team                      |
| ----- | ------------------- | ------------------------- |
| 1     | Michel Jourdain Jr. | Team Rahal                |
| 2     | Oriol Servià        | Patrick Racing            |
| 3     | Patrick Carpentier  | Forsythe Racing           |
| 4     | Darren Manning      | Walker Racing             |
| 5     | Alex Tagliani       | Rocketsports Racing       |
| 6     | Adrián Fernández    | Fernández Racing          |
| 7     | Mario Haberfeld     | Conquest Racing           |
| 8     | Mario Domínguez     | Herdez Competition        |
| 9     | Sébastien Bourdais  | Newman/Haas Racing        |
| 10    | Tiago Monteiro      | Fittipaldi-Dingman Racing |

### Laguna Seca
| Plats | Förare              | Team                      |
| ----- | ------------------- | ------------------------- |
| 1     | Patrick Carpentier  | Forsythe Racing           |
| 2     | Bruno Junqueira     | Newman/Haas Racing        |
| 3     | Paul Tracy          | Forsythe Racing           |
| 4     | Michel Jourdain Jr. | Team Rahal                |
| 5     | Mario Haberfeld     | Conquest Racing           |
| 6     | Oriol Servià        | Patrick Racing            |
| 7     | Adrián Fernández    | Fernández Racing          |
| 8     | Jimmy Vasser        | Spirit Team Johansson     |
| 9     | Tiago Monteiro      | Fittipaldi-Dingman Racing |
| 10    | Mario Domínguez     | Herdez Competition        |

### Portland
| Plats | Förare           | Team                  |
| ----- | ---------------- | --------------------- |
| 1     | Adrián Fernández | Fernández Racing      |
| 2     | Paul Tracy       | Forsythe Racing       |
| 3     | Alex Tagliani    | Rocketsports Racing   |
| 4     | Bruno Junqueira  | Newman/Haas Racing    |
| 5     | Oriol Servià     | Patrick Racing        |
| 6     | Darren Manning   | Walker Racing         |
| 7     | Jimmy Vasser     | Spirit Team Johansson |
| 8     | Mario Haberfeld  | Conquest Racing       |
| 9     | Roberto Moreno   | Herdez Competition    |
| 10    | Mario Domínguez  | Herdez Competition    |

### Cleveland
| Plats | Förare              | Team                  |
| ----- | ------------------- | --------------------- |
| 1     | Sébastien Bourdais  | Newman/Haas Racing    |
| 2     | Paul Tracy          | Forsythe Racing       |
| 3     | Bruno Junqueira     | Newman/Haas Racing    |
| 4     | Patrick Carpentier  | Forsythe Racing       |
| 5     | Mario Domínguez     | Herdez Competition    |
| 6     | Oriol Servià        | Patrick Racing        |
| 7     | Michel Jourdain Jr. | Team Rahal            |
| 8     | Alex Tagliani       | Rocketsports Racing   |
| 9     | Ryan Hunter-Reay    | Spirit Team Johansson |
| 10    | Darren Manning      | Walker Racing         |

### Toronto
| Plats | Förare              | Team                      |
| ----- | ------------------- | ------------------------- |
| 1     | Paul Tracy          | Forsythe Racing           |
| 2     | Michel Jourdain Jr. | Team Rahal                |
| 3     | Bruno Junqueira     | Newman/Haas Racing        |
| 4     | Sébastien Bourdais  | Newman/Haas Racing        |
| 5     | Oriol Servià        | Patrick Racing            |
| 6     | Roberto Moreno      | Herdez Competition        |
| 7     | Patrick Carpentier  | Forsythe Racing           |
| 8     | Darren Manning      | Walker Racing             |
| 9     | Adrián Fernández    | Fernández Racing          |
| 10    | Tiago Monteiro      | Fittipaldi-Dingman Racing |

### Vancouver
| Plats | Förare              | Team                  |
| ----- | ------------------- | --------------------- |
| 1     | Paul Tracy          | Forsythe Racing       |
| 2     | Bruno Junqueira     | Newman/Haas Racing    |
| 3     | Sébastien Bourdais  | Newman/Haas Racing    |
| 4     | Michel Jourdain Jr. | Team Rahal            |
| 5     | Darren Manning      | Walker Racing         |
| 6     | Ryan Hunter-Reay    | Spirit Team Johansson |
| 7     | Mario Haberfeld     | Conquest Racing       |
| 8     | Rodolfo Lavín       | Walker Racing         |
| 9     | Max Papis           | PK Racing             |
| 10    | Mario Domínguez     | Herdez Competition    |

### Road America
| Plats | Förare             | Team                  |
| ----- | ------------------ | --------------------- |
| 1     | Bruno Junqueira    | Newman/Haas Racing    |
| 2     | Sébastien Bourdais | Newman/Haas Racing    |
| 3     | Paul Tracy         | Forsythe Racing       |
| 4     | Max Papis          | PK Racing             |
| 5     | Patrick Carpentier | Forsythe Racing       |
| 6     | Darren Manning     | Walker Racing         |
| 7     | Roberto Moreno     | Herdez Competition    |
| 8     | Mario Haberfeld    | Conquest Racing       |
| 9     | Jimmy Vasser       | Spirit Team Johansson |
| 10    | Ryan Hunter-Reay   | Spirit Team Johansson |

### Mid-Ohio
| Plats | Förare              | Team                  |
| ----- | ------------------- | --------------------- |
| 1     | Paul Tracy          | Forsythe Racing       |
| 2     | Patrick Carpentier  | Forsythe Racing       |
| 3     | Ryan Hunter-Reay    | Spirit Team Johansson |
| 4     | Michel Jourdain Jr. | Team Rahal            |
| 5     | Sébastien Bourdais  | Newman/Haas Racing    |
| 6     | Alex Tagliani       | Rocketsports Racing   |
| 7     | Adrián Fernández    | Fernández Racing      |
| 8     | Darren Manning      | Walker Racing         |
| 9     | Max Papis           | PK Racing             |
| 10    | Mario Haberfeld     | Conquest Racing       |

### Montréal
| Plats | Förare              | Team                |
| ----- | ------------------- | ------------------- |
| 1     | Michel Jourdain Jr. | Team Rahal          |
| 2     | Oriol Servià        | Patrick Racing      |
| 3     | Patrick Carpentier  | Forsythe Racing     |
| 4     | Alex Tagliani       | Rocketsports Racing |
| 5     | Mario Domínguez     | Herdez Competition  |
| 6     | Paul Tracy          | Forsythe Racing     |
| 7     | Roberto Moreno      | Herdez Competition  |
| 8     | Adrián Fernández    | Fernández Racing    |
| 9     | Max Papis           | PK Racing           |
| 10    | Darren Manning      | Walker Racing       |

### Denver
| Plats | Förare              | Team                |
| ----- | ------------------- | ------------------- |
| 1     | Bruno Junqueira     | Newman/Haas Racing  |
| 2     | Sébastien Bourdais  | Newman/Haas Racing  |
| 3     | Oriol Servià        | Patrick Racing      |
| 4     | Paul Tracy          | Forsythe Racing     |
| 5     | Adrián Fernández    | Fernández Racing    |
| 6     | Michel Jourdain Jr. | Team Rahal          |
| 7     | Mario Domínguez     | Herdez Competition  |
| 8     | Darren Manning      | Walker Racing       |
| 9     | Alex Tagliani       | Rocketsports Racing |
| 10    | Mario Haberfeld     | Conquest Racing     |

### Miami
| Plats | Förare              | Team                  |
| ----- | ------------------- | --------------------- |
| 1     | Mario Domínguez     | Herdez Competition    |
| 2     | Roberto Moreno      | Herdez Competition    |
| 3     | Mika Salo           | PK Racing             |
| 4     | Jimmy Vasser        | Spirit Team Johansson |
| 5     | Mario Haberfeld     | Conquest Racing       |
| 6     | Patrick Carpentier  | Forsythe Racing       |
| 7     | Michel Jourdain Jr. | Team Rahal            |
| 8     | Adrián Fernández    | Fernández Racing      |
| 9     | Bruno Junqueira     | Newman/Haas Racing    |
| 10    | Geoff Boss          | Dale Coyne Racing     |

### Mexico City
| Plats | Förare              | Team                      |
| ----- | ------------------- | ------------------------- |
| 1     | Paul Tracy          | Forsythe Racing           |
| 2     | Sébastien Bourdais  | Newman/Haas Racing        |
| 3     | Mario Domínguez     | Herdez Competition        |
| 4     | Michel Jourdain Jr. | Team Rahal                |
| 5     | Mika Salo           | PK Racing                 |
| 6     | Tiago Monteiro      | Fittipaldi-Dingman Racing |
| 7     | Bruno Junqueira     | Newman/Haas Racing        |
| 8     | Adrián Fernández    | Fernández Racing          |
| 9     | Darren Manning      | Walker Racing             |
| 10    | Roberto González    | Herdez Competition        |

### Surfers Paradise
| Plats | Förare              | Team                  |
| ----- | ------------------- | --------------------- |
| 1     | Ryan Hunter-Reay    | Spirit Team Johansson |
| 2     | Darren Manning      | Walker Racing         |
| 3     | Jimmy Vasser        | Spirit Team Johansson |
| 4     | Michel Jourdain Jr. | Team Rahal            |
| 5     | Patrick Carpentier  | Forsythe Racing       |
| 6     | Gualter Salles      | Dale Coyne Racing     |
| 7     | Alex Tagliani       | Rocketsports Racing   |
| 8     | Rodolfo Lavín       | Walker Racing         |
| 9     | Geoff Boss          | Dale Coyne Racing     |
| 10    | Mario Domínguez     | Herdez Competition    |

## Slutställning
| Plats | Förare              | Team                      | Poäng |
| ----- | ------------------- | ------------------------- | ----- |
| 1     | Paul Tracy          | Forsythe Racing           | 226   |
| 2     | Bruno Junqueira     | Newman/Haas Racing        | 199   |
| 3     | Michel Jourdain Jr. | Team Rahal                | 195   |
| 4     | Sébastien Bourdais  | Newman/Haas Racing        | 159   |
| 5     | Patrick Carpentier  | Forsythe Racing           | 146   |
| 6     | Mario Domínguez     | Herdez Competition        | 118   |
| 7     | Oriol Servià        | Patrick Racing            | 108   |
| 8     | Adrián Fernández    | Fernández Racing          | 105   |
| 9     | Darren Manning      | Walker Racing             | 103   |
| 10    | Alex Tagliani       | Rocketsports Racing       | 97    |
| 11    | Jimmy Vasser        | Spirit Team Johansson     | 72    |
| 12    | Mario Haberfeld     | Conquest Racing           | 71    |
| 13    | Roberto Moreno      | Herdez Competition        | 67    |
| 14    | Ryan Hunter-Reay    | Spirit Team Johansson     | 64    |
| 15    | Tiago Monteiro      | Fittipaldi-Dingman Racing | 29    |
| 16    | Mika Salo           | PK Racing                 | 26    |
| 17    | Max Papis           | PK Racing                 | 25    |
| 18    | Rodolfo Lavín       | Walker Racing             | 17    |
| 19    | Gualter Salles      | Dale Coyne Racing         | 11    |
| 20    | Geoff Boss          | Dale Coyne Racing         | 8     |

## Resultat
| Plats | Förare              | StP | Mty | LB  | Lon | Ger | Mil | Lag | Por | Cle | Tor | Van | RA  | Mid | Mon | Den | Mia | Mex | Aus | Poäng |
| ----- | ------------------- | --- | --- | --- | --- | --- | --- | --- | --- | --- | --- | --- | --- | --- | --- | --- | --- | --- | --- | ----- |
| 1     | Paul Tracy          | 1   | 1   | 1   | Ret | 12  | 12  | 3   | 2   | 2   | 1   | 1   | Ret | 1   | 6   | 4   | Ret | 1   | 13  | 226   |
| 2     | Bruno Junqueira     | 3   | 5   | 3   | 2   | 4   | Ret | 2   | 4   | 3   | 3   | 2   | 1   | 13  | 13  | 1   | 9   | 7   | Ret | 199   |
| 3     | Michel Jourdain Jr. | 2   | 2   | Ret | 6   | 3   | 1   | 4   | 12  | 7   | 2   | 4   | Ret | 4   | 1   | 6   | 7   | 4   | 4   | 195   |
| 4     | Sébastien Bourdais  | 11  | Ret | Ret | 1   | 1   | 9   | Ret | Ret | 1   | 4   | 3   | 2   | 5   | Ret | 2   | Ret | 2   | Ret | 159   |
| 5     | Patrick Carpentier  | 8   | 8   | 6   | 5   | 7   | 3   | 1   | Ret | 4   | 7   | Ret | 5   | 2   | 3   | Ret | 6   | Ret | 5   | 146   |
| 6     | Mario Domínguez     | Ret | 13  | 5   | 3   | 2   | 8   | 10  | 10  | 5   | 12  | 10  | Ret | Ret | 5   | 7   | 1   | 3   | 10  | 118   |
| 7     | Oriol Servià        | 12  | Ret | 12  | 4   | 5   | 2   | 6   | 5   | 6   | 5   | Ret | Ret | Ret | 2   | 3   | Ret | 13  | Ret | 108   |
| 8     | Adrián Fernández    | Ret | 4   | 2   | 12  | 15  | 6   | 7   | 1   | 11  | 9   | Ret | 12  | 7   | 8   | 5   | 8   | 8   | 12  | 105   |
| 9     | Darren Manning      | Ret | 7   | 8   | 10  | 6   | 4   | Ret | 6   | 10  | 8   | 5   | 6   | 8   | 10  | 8   | 11  | 9   | 2   | 103   |
| 10    | Alex Tagliani       | Ret | 3   | 10  | 8   | Ret | 5   | 14  | 3   | 8   | Ret | Ret | 3   | 6   | 4   | 9   | Ret | Ret | 7   | 97    |
| 11    | Jimmy Vasser        | 6   | 14  | 4   | Ret | 8   | 11  | 8   | 7   | 13  | 13  | Ret | 9   | 15  | Ret | 11  | 4   | Ret | 3   | 72    |
| 12    | Mario Haberfeld     | 4   | Ret | 9   | 9   | 14  | 7   | 5   | 8   | 15  | Ret | 7   | 8   | 10  | 11  | 10  | 5   | 12  | 14  | 71    |
| 13    | Roberto Moreno      | 5   | 6   | Ret | 7   | 10  | Ret | 15  | 9   | Ret | 6   | Ret | 7   | Ret | 7   | Ret | 2   |     | Ret | 67    |
| 14    | Ryan Hunter-Reay    | Ret | 12  | 7   | 16  | 11  | Ret | 12  | Ret | 9   | 11  | 6   | 10  | 3   | Ret | Ret | 12  | 11  | 1   | 64    |
| 15    | Tiago Monteiro      | 7   | Ret | 11  | 14  | 13  | 10  | 9   | Ret | WD  | 10  | Ret | Ret | 11  | Ret | 13  | Ret | 6   | Ret | 29    |
| 16    | Mika Salo           |     |     |     |     |     |     |     |     |     |     |     |     |     |     | 14  | 3   | 5   | 11  | 26    |
| 17    | Max Papis           |     |     |     |     |     |     |     | Ret | 12  | Ret | 9   | 4   | 9   | 9   |     |     |     |     | 25    |
| 18    | Rodolfo Lavín       | Ret | 15  | Ret | 15  | 9   | Ret | Ret | 11  | 14  | 15  | 8   | Ret | 12  | 15  | Ret | Ret | Ret | 8   | 17    |
| 19    | Gualter Salles      |     |     |     |     |     | 13  |     | Ret | Ret |     | DNS | 11  | Ret | 12  | Ret |     | Ret | 6   | 11    |
| 20    | Geoff Boss          |     |     |     |     |     |     | 16  | 13  | Ret | 14  | DNS | 13  | 14  | 14  | 12  | 10  | Ret | 9   | 8     |
| 21    | Patrick Lemarié     | 10  | 10  | 13  | 11  | Ret | Ret |     |     |     |     |     |     |     |     |     |     |     |     | 8     |
| 22    | Joël Camathias      | 9   | 11  | 14  | 13  | 16  | Ret | 13  |     |     |     |     |     |     |     |     |     |     |     | 6     |
| 23    | Alex Yoong          |     | 9   | Ret | Ret | Ret |     |     |     |     |     |     |     |     |     |     |     |     |     | 4     |
| 24    | Roberto González    | Ret |     |     |     |     |     |     |     |     |     |     |     |     |     |     |     | 10  |     | 3     |
| 25    | Bryan Herta         |     |     |     |     |     |     | 11  |     |     |     |     |     |     |     |     |     |     |     | 2     |
| 26    | Alex Sperafico      |     |     |     |     |     |     |     |     |     | Ret |     |     |     |     |     | Ret |     |     | 0     |
| 27    | Luis Díaz           |     |     |     |     |     |     |     |     |     |     |     |     |     |     |     |     | Ret |     | 0     |
| Plats | Förare              | StP | Mty | LB  | Lon | Ger | Mil | Lag | Por | Cle | Tor | Van | RA  | Mid | Mon | Den | Mia | Mex | Aus | Poäng |